# Hypenia gardneriana
Hypenia gardneriana là một loài thực vật có hoa trong họ Hoa môi. Loài này được (Benth.) Harley mô tả khoa học đầu tiên năm 1988.